# Ondina (nome)
Ondina  è un nome proprio di persona italiano femminile.

## Varianti
- Femminili: Onda, Undina
- Maschili: Ondo, Ondino

### Varianti in altre lingue
- Francese: Ondine
- Inglese: Undine
- Lettone: Undīne
- Tedesco: Undine

## Origine e diffusione

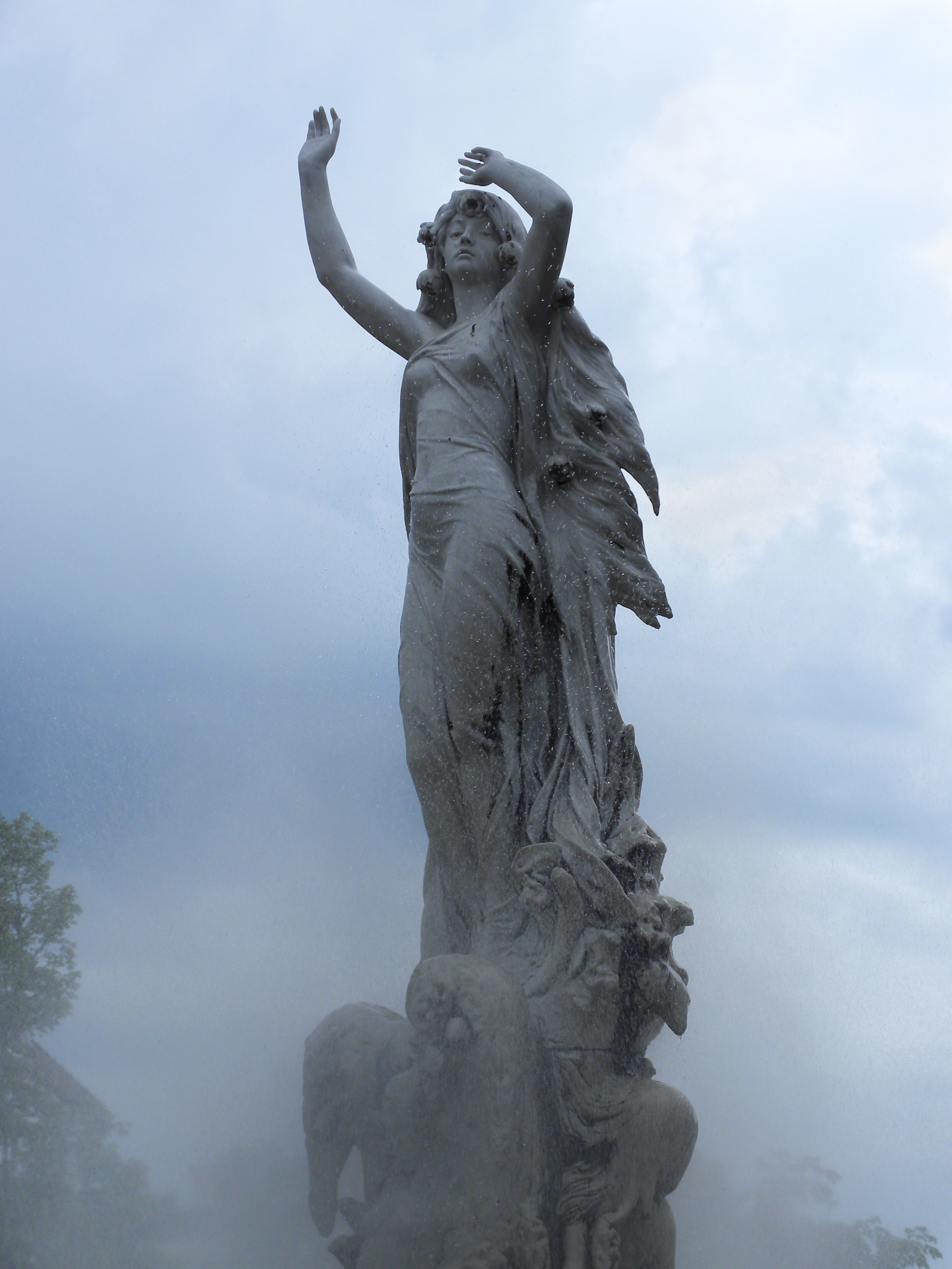
Statua di un'ondina in una fontana

È un diminutivo di Onda, a sua volta un ipocoristico di nomi quali Cunegonda, Edmonda, Gioconda, Ildegonda, Radegonda, Raimonda, Seconda e via dicendo. Può anche fare riferimento alle ondine, nome creato da Paracelso per indicare determinati spiriti marini. Da tali figure prende il nome 92 Undina, un asteroide della fascia principale.
Viene ricondotto popolarmente alla parola italiana "onda", dal latino unda, dalla quale peraltro deriva il nome stesso delle ondine.

## Onomastico
Il nome è adespota, cioè non è portato da alcuna santa, pertanto l'onomastico ricade il 1º novembre, giorno di Ognissanti. Onomastici laici sono fissati in Lituania al 18 aprile e in Lettonia al 15 novembre.

## Persone
- Ondina Peteani, operaia e partigiana italiana
- Ondina Quadri, attrice italiana
- Ondina Valla, all'anagrafe Trebisonda, atleta italiana

### Variante maschile Ondino
- Ondino Viera, allenatore di calcio e calciatore uruguaiano

## Il nome nelle arti
- Ondina è la compagna di Burlamacco, famosi personaggi che rappresentano il carnevale di Viareggio. Lei indossa un vestitino color del mare, mentre lui è raffigurato con un vestito bianco con i rombi rossi.
- Ondine è un personaggio delle trilogie Cronache del Mondo Emerso e Le guerre del Mondo Emerso scritte da Licia Troisi.
- Ondine è un personaggio del manga Claymore.
- Ondine è il nome francese di Misty, personaggio dei Pokémon.
- Ondine è un personaggio del film del 2009 Ondine - Il segreto del mare, diretto da Neil Jordan.
- Ondino è il titolo di una serie a cartoni animati.
- Ondine è un dramma in tre atti scritto da Jean Giraudoux.
- Undine è una sonata per flauto e pianoforte composta da Carl Reinecke.
- Undina è un'opera semi-perduta di Pëtr Il'ič Čajkovskij.